# گمینا بوزخوو
گمینا بوزخوو (به لهستانی:  Gmina Bodzechów) یک گمینا در لهستان است که در شهرستان اوستروویتس واقع شده‌است. گمینا بوزخوو ۱۲۲٫۲۸ کیلومتر مربع مساحت و ۱۳٬۳۸۸ نفر جمعیت دارد.